# Global Times
Le Global Times (chinois simplifié : 环球时报 ; chinois traditionnel : 環球時報 ; pinyin : Huánqiú Shíbào) est un tabloïd paraissant quotidiennement en République populaire de Chine. Il est publié en chinois et en anglais. Le journal suit la ligne éditoriale du Quotidien du Peuple, le journal officiel du Parti communiste chinois, et de l'agence Chine nouvelle, tout en se spécialisant dans l'actualité internationale, avec des éditoriaux moins policés.

## Histoire
Créé en 1993, le journal fut distribué exclusivement en chinois jusqu'au 20 avril 2009, où une version anglaise fut lancée. Ce lancement fait suite à la volonté du gouvernement chinois de contrer les médias occidentaux, décidant d'investir 45 milliards de yuans pour cela. Alors que la version chinoise traite des événements internationaux, celle anglaise relate plutôt les nouvelles domestiques.

## Ligne éditoriale
Le journal est dirigé par Hu Xijin, également éditorialiste. Celui-ci est un ancien manifestant de la place Tian'anmen, en 1989, qui admire à l'époque Liu Xiaobo. Il est devenu un partisan de Xi Jinping. Si le journal respecte le positionnement des organes de presse officiels, il est un des rares à pouvoir commenter les relations internationales et les affaires extérieures, en s’écartant du ton policé de l’agence Chine nouvelle. Le ton peut ainsi être sarcastique vis-à-vis des nations occidentales et du Japon. La version chinoise a été accusée d'être trop pro-gouvernementale et de s'adresser aux lecteurs nationalistes et aisés.